# 納屋を焼く
「納屋を焼く」（なやをやく）は、村上春樹の短編小説。2018年に韓国で『バーニング 劇場版』として映画化された。

## 英訳
|          | 1                                      | 2                                                     |
| -------- | -------------------------------------- | ----------------------------------------------------- |
| タイトル | Barn Burning                           | Barn Burning                                          |
| 翻訳     | フィリップ・ガブリエル                 | アルフレッド・バーンバウム                            |
| 初出     | 『ザ・ニューヨーカー』 1992年11月2日号 | 『The Elephant Vanishes』 （クノップフ社、1993年3月） |

## あらすじ
知り合いの結婚パーティで「僕」は広告モデルをしている「彼女」と知り合い、ほどなく付きあい始めた。パントマイムが趣味の「彼女」には「僕」以外にも複数のボーイ・フレンドがいる。そのうちの1人と「僕」はたまたまあるとき食事をすることになった。大麻と酒の場でのとりとめのないやりとりの途中で、「彼女」の新しい恋人は不意にこんなことを口にする。
| 「 | （小学校の頃のお芝居を思い出す「僕」） 「それじゃ手袋は買えないねえ」と僕は言う。ちょっとした悪役なのだ。 「でもお母さんがすごく寒がっているんです。あかぎれもできてるんです」と子狐は言う。 「いや、駄目だね。お金をためて出直しておいで。そうすれば 「時々納屋を焼くんです」 と彼が言った。 | 」 |

彼は、実際に納屋へガソリンをかけて火をつけ焼いてしまうのが趣味だという。また近日中に辺りにある納屋を焼く予定だとも。「僕」は近所にいくつかある納屋を見回るようになったが、焼け落ちた納屋はしばらくしても見つからなかった。「彼」と再び会うと、「納屋ですか? もちろん焼きましたよ。きれいに焼きました」とはっきりと言われてしまう。焼かれた納屋はいまも見つからないが、「僕」はそれから「彼女」の姿を目にしていない。

## 分析
序盤のパントマイム描写(や「彼女」の解説)、学芸会のエピソードがそうであるように、現実と幻想が並立した奇妙な手触りを持つ作品である。村上の発明は女主人公が死ぬことでなく「消える」ことだと言われるように、本作でも「彼女」は消えるだけである。また「納屋を焼く」ことには幾つかの読み方ができる。
過去の短編を膨らませて長編小説を書くことの多い（「蛍」から『ノルウェイの森』など）村上自身は、この短編について、「『納屋を焼く』もだめですね。あれは冷たい話だから。やっぱり冷たい話というのは、長いものにはふくらんでいかないんじゃないかな。」と述べている。

### フォークナーの「Barn Burning」との関連
| 「 | 飛行機が着くと―飛行機は悪天候のために実に四時間も遅れて、そのあいだ僕はコーヒー・ルームでフォークナーの短編集を読んでいた―二人が腕を組んでゲートから出てきた。 | 」 |

この短編は「僕」がフォークナーの短編を読んでいる描写がある上、題名がフォークナーの「Barn Burning」（1938年 本作の英訳はこの通りである。またフォークナーの「Barn Burning」の日本語題も「納屋を焼く」）と酷似しているため、村上が本作を書く準拠枠としていることが複数の論者に指摘されている。一方で村上自身は同短編を読んだことが無いと否定し、「僕」がフォークナーの短編を読む箇所を『村上春樹全作品 1979～1989』に収録するにあたって「フォークナーの短編集」を「週刊誌を三冊」に改変している。また小島基洋は改変の際に、べつのアメリカ人作家フィッツジェラルドの中編小説『グレート・ギャツビー』の影響が濃くなっていることも指摘している。
風丸良彦は、「納屋を焼く」におけるフォークナーの「Barn Burning」を想起させる箇所を、語り手の「おせっかい」、種明かしをせざるをえなかった「弱さ」とする。

## 映画
2018年に韓国で『버닝』（英題：Burning）のタイトルで、舞台を現在の韓国に変えてイ・チャンドン監督、ユ・アイン、スティーヴン・ユァン、チョン・ジョンソなどの出演で映画化された。ただし『納屋を焼く』を原作としてはいるがストーリーは大幅に異なっており、監督は「これは今日の世界の若者達についての物語だ。彼らがその人生と世界を考えるとき、それはミステリーのように感じるだろう」と述べており、スタジオは原作のモチーフのみがあると発表している。日本では同年12月2日にNHK BS4K、12月29日にNHK総合で日本語吹替による95分の短縮版が『特集ドラマ バーニング』の邦題で放送された後、2019年に2月1日に日本語字幕による148分の全長版が『バーニング 劇場版』という邦題で劇場公開された。